# 248 Lameia
248 Lameia este un asteroid din centura principală, descoperit pe 5 iunie 1885, de Johann Palisa.